# الباص السريع (عمان)
الباص عالي التردد أو الباص سريع التردد أو الباص السريع هو نظام حافلات سريعة التردد وأول نظام نقل جماعي عام بالعاصمة الأردنيّة عمّان. افتُتِح جزئيًا عام 2021 بعد أحد عشر عامًا من بدء العمل به، وبتكلفة 90 مليون دينار.
يتكوّن مشروع الباص السريع بشكله النهائي من 150 حافلة ذات سعة كبيرة بطول 18 متر، وبسعة نحو 120-150 راكب لكلٍ منها. ويمتد مساراه الاثنان بطول إجمالي يبلغ 25 كيلو مترًا، يعمل ضمنها حاليًا ثلاثة خطوط. ومن المتوقع أن يستخدمه حوالي 200,000 راكب باليوم، ليكون اليوم أكبر مشروع نقل عام في الأردن، والأول من نوعه في العالم العربي.

## التاريخ

شعار المشروع.

أُعلن عن فكرة مشروع الباص السريع في العام 2009 لتحسين النقل العام الجماعي في العاصمة والحد من التكدّس المروري وتقليل الانبعاثات الملوِّثة. كما يعود وضع حجر الأساس له إلى العام 2010. إلاّ أن تنفيذه تعثّر خلال السنوات اللاحقة لأسباب مختلفة، منها تنسيب تقرير لمجلس النواب الأردني بوقفه وإحالته للتقييم إلى شركة دوليّة بسبب كلفته العالية. أعادت الحكومة الأردنيّة العمل بالمشروع عام 2016، وكانت البداية الفعليّة لإعادة تنفيذه في عام 2018 بعد الإعلان عن العطاءات المُخصَّصة لذلك.
اكتملت المرحلة الأولى من المشروع بعد مرور أحد عشر عامًا، وذلك في شهر تموز/ يوليو 2021، حيث شملت جزءًا من مساره يبدأ من محطة صويلح المركزيّة ويمتد إلى محطة دوّار المدينة الرياضيّة، ومنها إلى محطة ساحة المتحف/ النوافير في راس العين. أما المرحلة الثانية من المشروع، فستكتمل بداية عام 2022، وتشمل الجزء الذي يبدأ من دوّار المدينة الرياضية مرورًا بتقاطع طارق وشارع الاستقلال وصولاً إلى مجمّع المحطة.
من جانب آخر، أعلنت أمانة عمان الكبرى في عام 2021، أن الدراسات الفنيّة والتصاميم الخاصة بمرحلة مستقبليّة لمشروع الباص سريع التردد سيجري البدء بها لخدمة مناطق أخرى من العاصمة عمّان، حيث ستمتد مساراتها على أربعة خطوط جديدة بطول 50 كيلو مترًا.

## الأعمال الإنشائية
شملت أعمال إنشاء مشروع الباص السريع أعمال بنية تحتيّة، رافقتها أعمال تحسين مروريّة للطُرق التي يمرّ بها الباص. كان من أهم الأعمال الإنشائيّة تلك: توسعة للطُرق لكامل العَرض التنظيمي، والتعامل مع خطوط الخدمات القائمة وتنفيذ التقاطعات المروريّة، وإنشاء مسار الباص السريع مع الجُزُر الفاصلة، وأعمال تأسيس للكهرباء والاتصالات وزراعة الأشجار، وإنشاء محطّات الوقوف، وأنظمة تصريف المياه والأرصفة، وأنظمة التشغيل والصيانة والإدارة، وأعمال تكميليّة أخرى.

## الخطوط العاملة

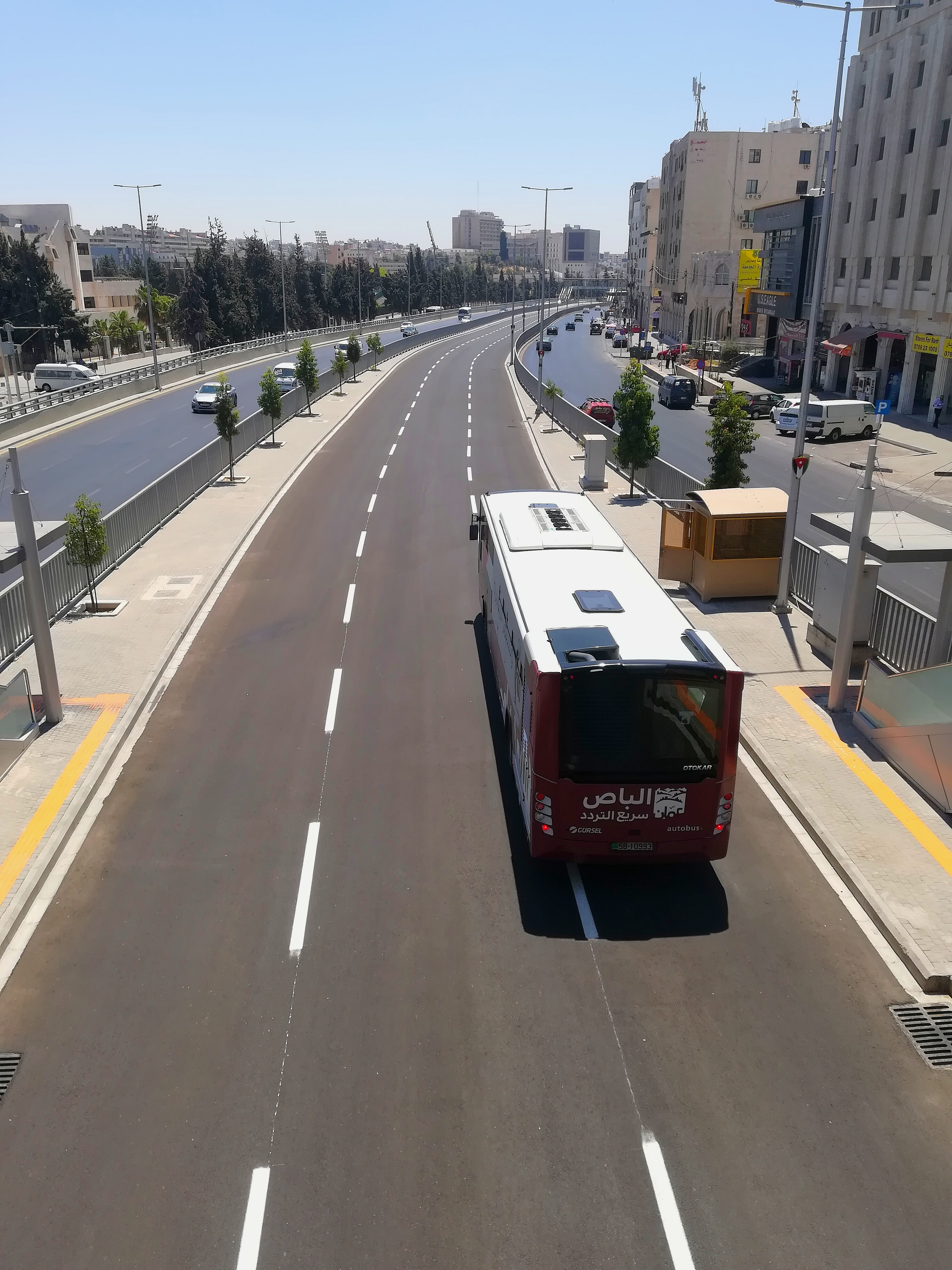
خطيّ 98 و 99 في شارع الجامعة.

يتكون الباص السريع من مسارين رئيسيّين: مسار شمال وشرق عمّان؛ ومسار غرب عمّان. يبلغ طول المسار الأول 16 كيلو مترًا، بينما يبلغ طول المسار الثاني 9 كيلو مترًا، وهما مرتبطان بعدّة خطوط مستقبليّة لربط مناطق أخرى من جنوب عمّان بنفس الشبكة، بالإضافة إلى الباص السريع بين عمان والزرقاء.
يضم الباص السريع ثلاثة خطوط عاملة حاليًا هي: خط رقم 98، خط رقم 99، وخط رقم 100. يمتد الخط الأول من محطة حافلات صويلح المركزيّة إلى محطة دوّار المدينة الرياضيّة. أما الخط الثاني فيمتد من محطة حافلات صويلح المركزيّة إلى محطة ساحة المتحف في راس العين. بينما يمتد الخط الثالث من دوّار المدينة الرياضيّة إلى ساحة المتحف في راس العين. مع العلم أن مسار غرب عمّان (خط 100)، ومعه جزء من المسار الآخر، هو الذي يعمل حاليًا فقط، حيث يمر الباص بحوالي 25 محطة على مسافة 17 كيلو مترًا.
| رقم الخط الحالي | الطول | المحطات المركزية          | عدد المحطات | ساعات العمل                               | الأجور | وقت الرحلة التقريبي |
| --------------- | ----- | ------------------------- | ----------- | ----------------------------------------- | ------ | ------------------- |
| خط رقم 98       | 7 كم  | صويلح • المدينة الرياضية  | 10 محطات    | كل 5 دقائق يوميًا (من 6 صباحًا حتى 10 مساءً) | 35 قرش | 10 دقائق            |
| خط رقم 99       | 16 كم | صويلح • المتحف            | 22 محطة     | كل 5 دقائق يوميًا (من 6 صباحًا حتى 10 مساءً) | 65 قرش | 45-40 دقيقة         |
| خط رقم 100      | 9 كم  | المدينة الرياضية • المتحف | 13 محطة     | كل 5 دقائق يوميًا (من 6 صباحًا حتى 10 مساءً) | 45 قرش | 30 دقيقة            |

خطوط التغذية
يضم مُخطَّط مشروع الباص السريع خطوط تغذية مُقتَرَحة تمرّ داخل الأحياء السكنيّة المُحاذية لمسارات الباص.

## المحطات

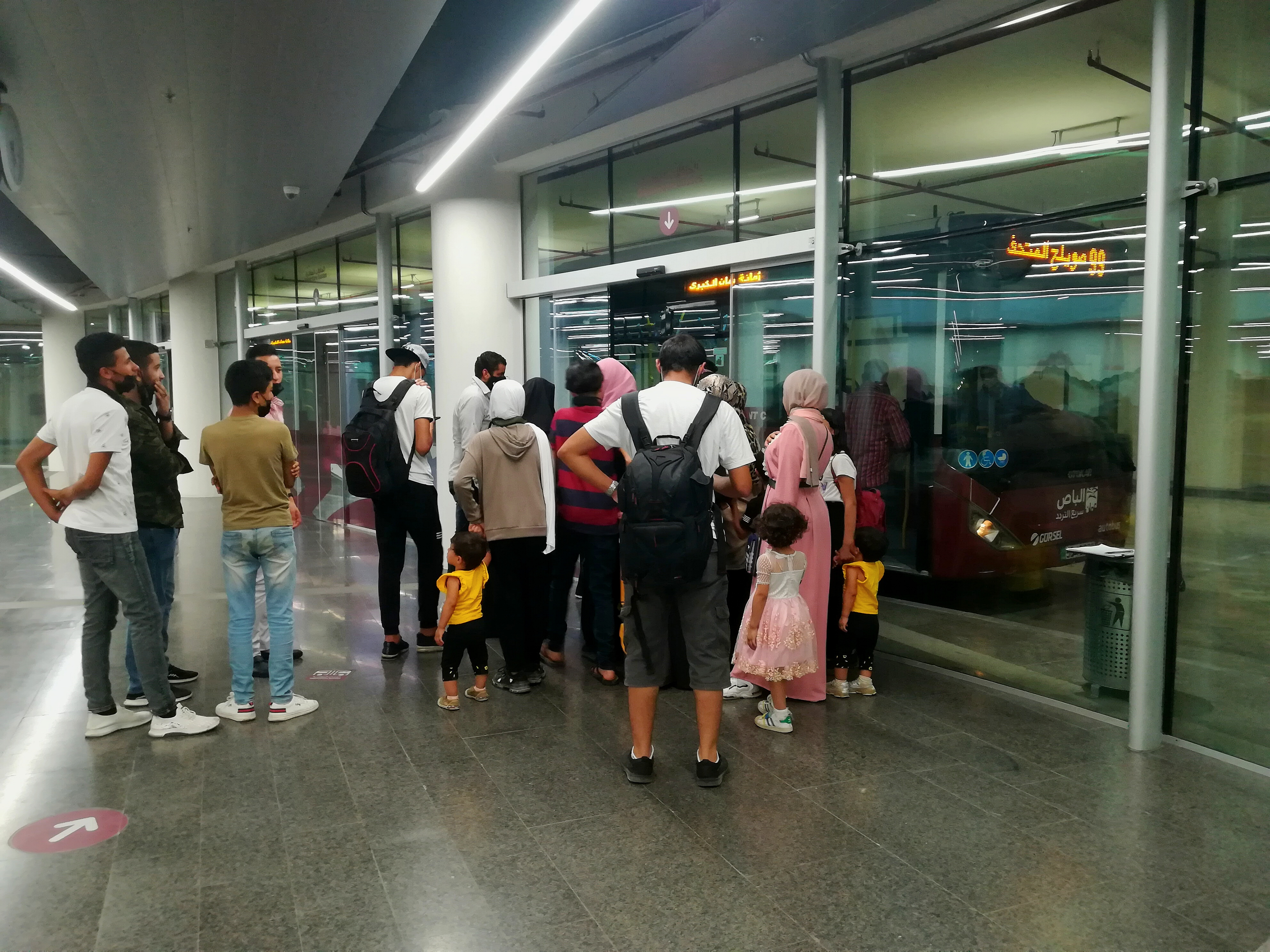
ركّاب داخل محطة صويلح المركزية.

يبلغ عدد المحطّات الإجمالي للباص السريع ضمن المرحلة الحاليّة ستّةً وثلاثين محطّة مُوَزَّعَة على مساريَن رئيسيّيَن، جزءٌ منها لايزال قيد الإنشاء. وتشمل محطّات الوقوف والمحطّات المركزيّة.

### محطات الوقوف
أُعتُمِد تصميمٌ مُستقبليٌ لكافة محطّات التحميل والتنزيل بحيث يستوعب حجم الركّاب المُتوقَّع، وأن لا تقل المسافة بين المحطّات عن 250 مترًا ولا تزيد عن 1000 مترًا. وتتكون كل محطّة من منصّة تحميل بعرض 3.6 متر وطول 42 متر لاستيعاب حافلتيَن مُزدوجتيَن مُستقبلاً.

### المحطات المركزية
يبلغ عدد المحطّات المركزيّة خمس محطّات، افتُتِح ثلاث منها في عام 2021 وبقيت اثنتان تحت الإنشاء يُتوقع الانتهاء منها في مطلع عام 2022. لقد راعى تصميم تلك المحطّات المركزيّة إمكانية توفير مواقف للسيّارات لمستخدمي الباص السريع من خلال خدمة الإصطفاف والركوب، وخاصةً في محطة صويلح المركزيّة. وتضم المحطّات بوّابات دفع إلكتروني وشاشات إلكترونيّة للمعلومات وأنظمة رقابة. وتقع هذه المحطّات في سبع مناطق ضمن حدود أمانة عمان الكبرى من أصل إثنتيَن وعشرين منطقة تشكّل العاصمة الأردنيّة:
| المحطة                     | 98 | 99 | 100 | المنطقة                                      | الربط                          | الافتتاح    | الصورة |
| -------------------------- | -- | -- | --- | -------------------------------------------- | ------------------------------ | ----------- | ------ |
| محطة صويلح المركزية        | ●  |    | ●   | منطقة صويلح                                  |                                | 2021        |        |
| محطة المدينة الرياضية      | ●  | ●  | ●   | منطقة الجبيهة منطقة تلاع العلي منطقة العبدلي |                                | 2021        |        |
| محطة ساحة المتحف/ النوافير |    | ●  | ●   | منطقة راس العين                              |                                | 2021        |        |
| محطة طارق                  |    |    |     | منطقة طارق                                   | الباص السريع بين عمان والزرقاء | 2024        |        |
| مجمع المحطة                |    |    |     | منطقة ماركا                                  |                                | تحت الإنشاء |        |

## المعلومات

### التمويل والتشغيل

تُعد الوكالة الفرنسيّة للتنمية ممول المشروع.

تم تمويل مشروع الباص السريع في الأصل من خلال قرض مُيَسَّر قدّمته الوكالة الفرنسيّة للتنمية مقابل 166 مليون دولار مباشرة إلى أمانة عمان الكبرى، مع تخصيص 127 مليون دولار لتغيّيرات البنية التحتية، و 7 ملايين دولار مُخصَّصَة لنظام التشغيل الإلكتروني، وحوالي 14 مليون دولار للإدارة. تم منح القرض بسقف نسبته 6.5 بالمائة ولم يشمل التكلفة المُقَدَّرة للحافلات (40 مليون دولار).
أما بالنسبة لتشغيل المشروع، فقد تكفّلت أمانة عمان الكبرى بالبُنى التحتيّة، التي تشمل المسارب الحصريّة، والحلول المروريّة والمحطات والمجمّعات، بالإضافة إلى أنظمة الدفع الألكتروني، وذلك باستثمار بلغت قيمته 166 مليون دولار. فيما أُنيط للقطاع الخاص تشغيل الحافلات بعدد إجمالي يصل إلى 150 حافلة، وإنشاء وتشغيل محطة صيانة ومبيت، وتشغيل العمليّات بالمجمّعات وتشغيل أنظمة الدفع باستثمار بلغت قيمته 78 مليون دولار.

### مواصفات الحافلات

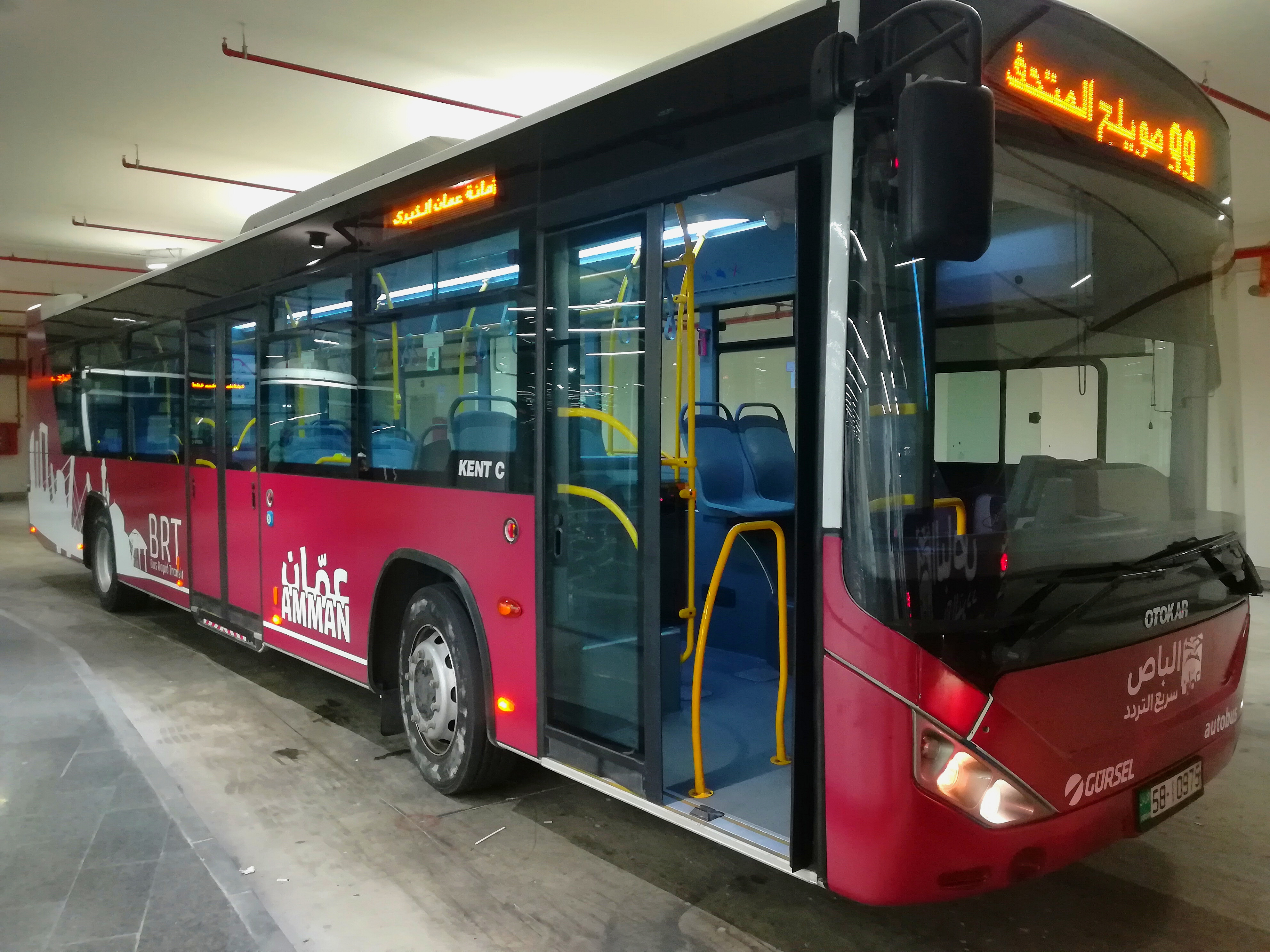
باصات أوتوكار التركيّة المُستخدَمة حاليًا.

تتوفر في الباص السريع، الذي يتحرّك وفق مواعيد مُحدَّدة، خدمة الإنترنت المجّاني والتكييف وشاشات المعلومات والمُراقبة بالكاميرات. وهو مُهيّأ لكبار السن وذوي الاحتياجات الخاصة، ومُزوَّد بنظام دفع إلكتروني عبر بطاقات، وصديق للبيئة. يُشار بالذكر إلى أن الحافلات المُعتَمَدة للباص السريع هي حافلات مُزدوَجة بطول 18 متر، إلاّ أن الحافلات العاملة حاليًا بشكل مؤقّت هي حافلات مُفرَدة بطول 10.8 متر، وهي باصات «كينت سي» من إنتاج شركة أوتوكار التركيّة.

### الانتقادات
تعرّض المشروع لبعض الانتقادات لعدة أسباب: كتأخّر إنجازه، وتداخله أحيانًا مع حركة سير السيّارات والأزمة الناتجة عن ذلك، وأمور تنظيميّة واقتصاديّة أخرى رافقت تنفيذه، كعدم التفكير بتخطيط استخدامات الأراضي وشبكات المشاة وركوب الدرّاجات كعوامل تخطيط رئيسيّة، بالإضافة إلى أن التغطية الأولى للنظام هي 3٪ فقط من المساحة الحضريّة للمدينة.

## صور

صور مختلفة للباص وللمحطات
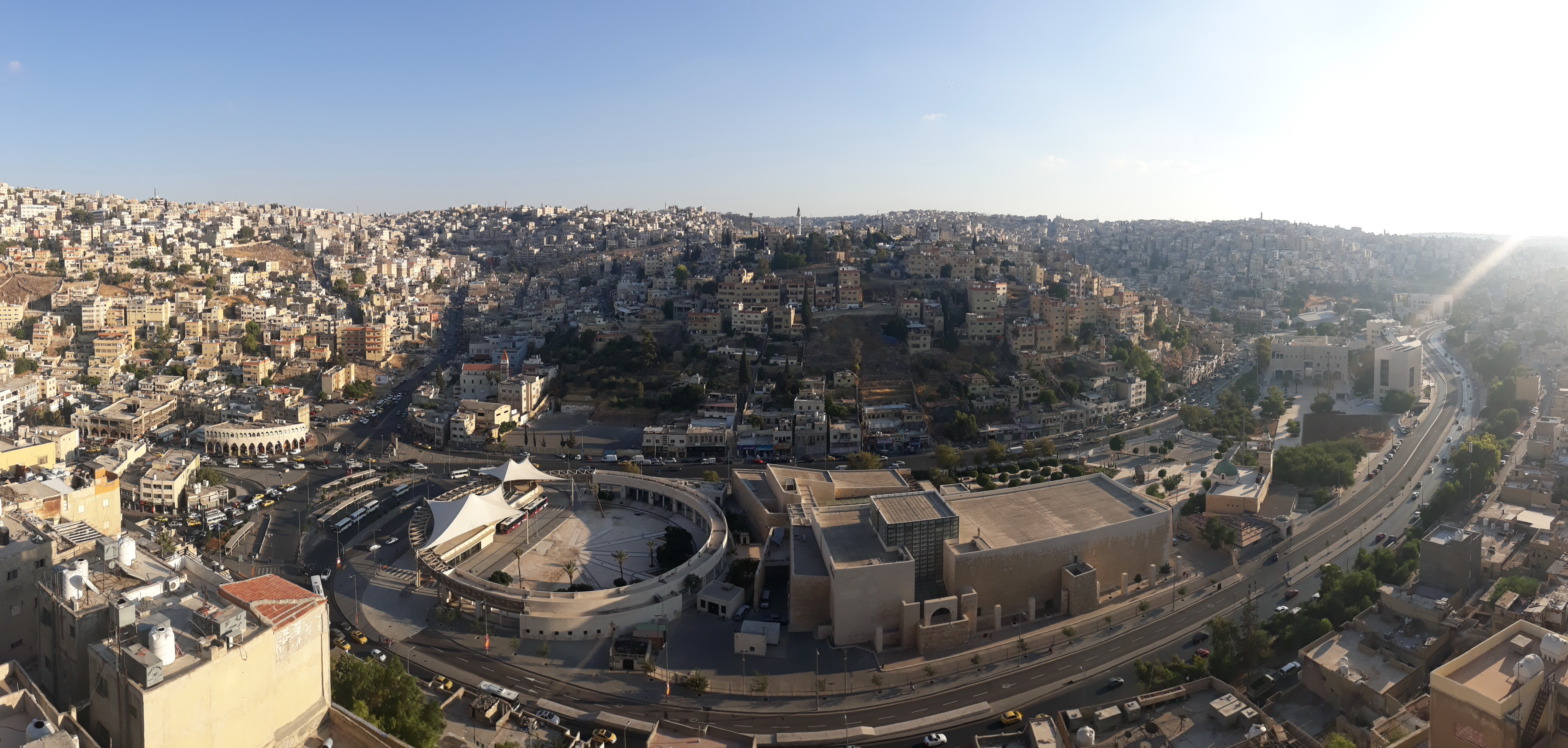
منظر جوي لمحطة راس العين
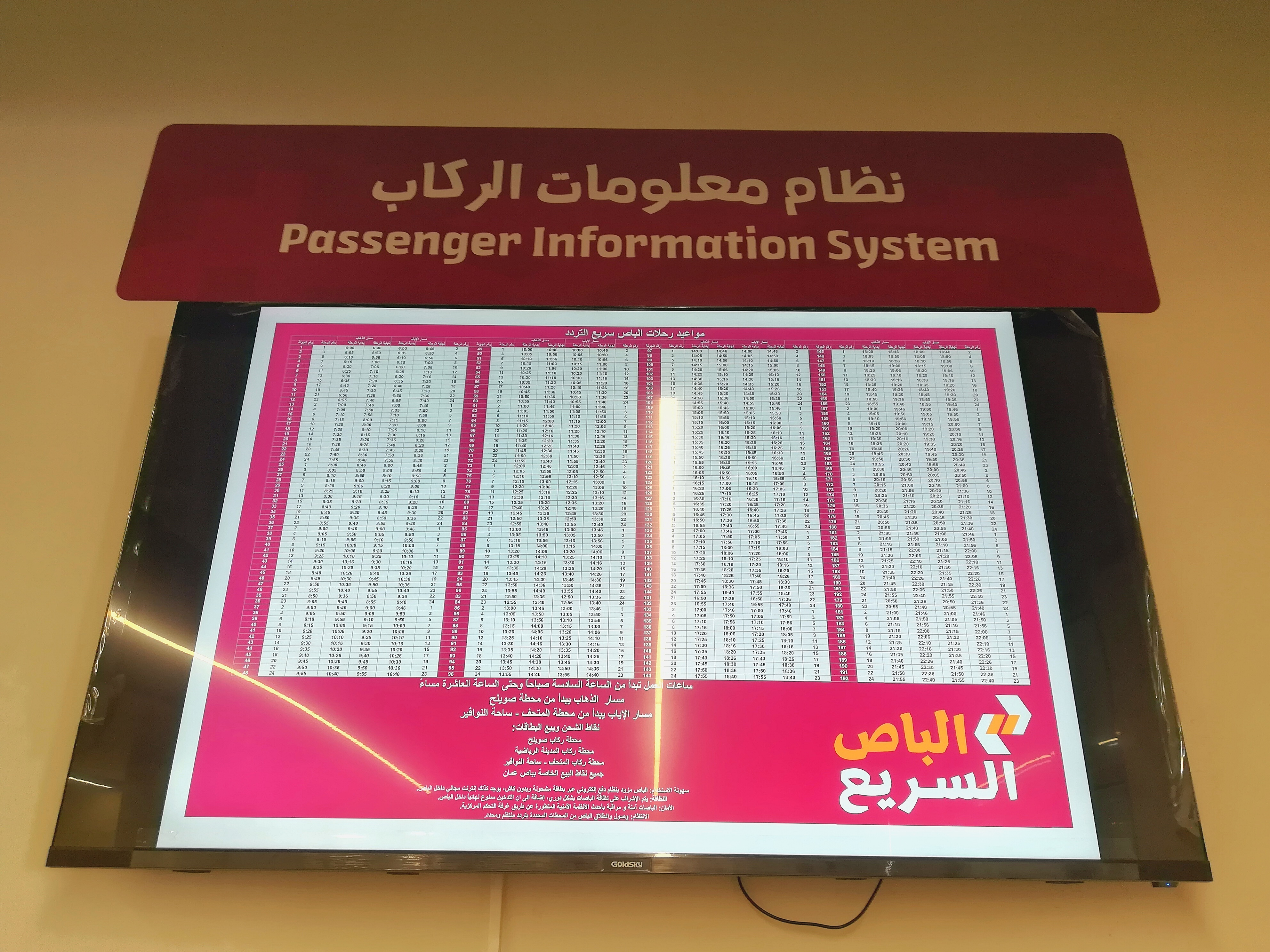
شاشة معلومات لرحلات الباص
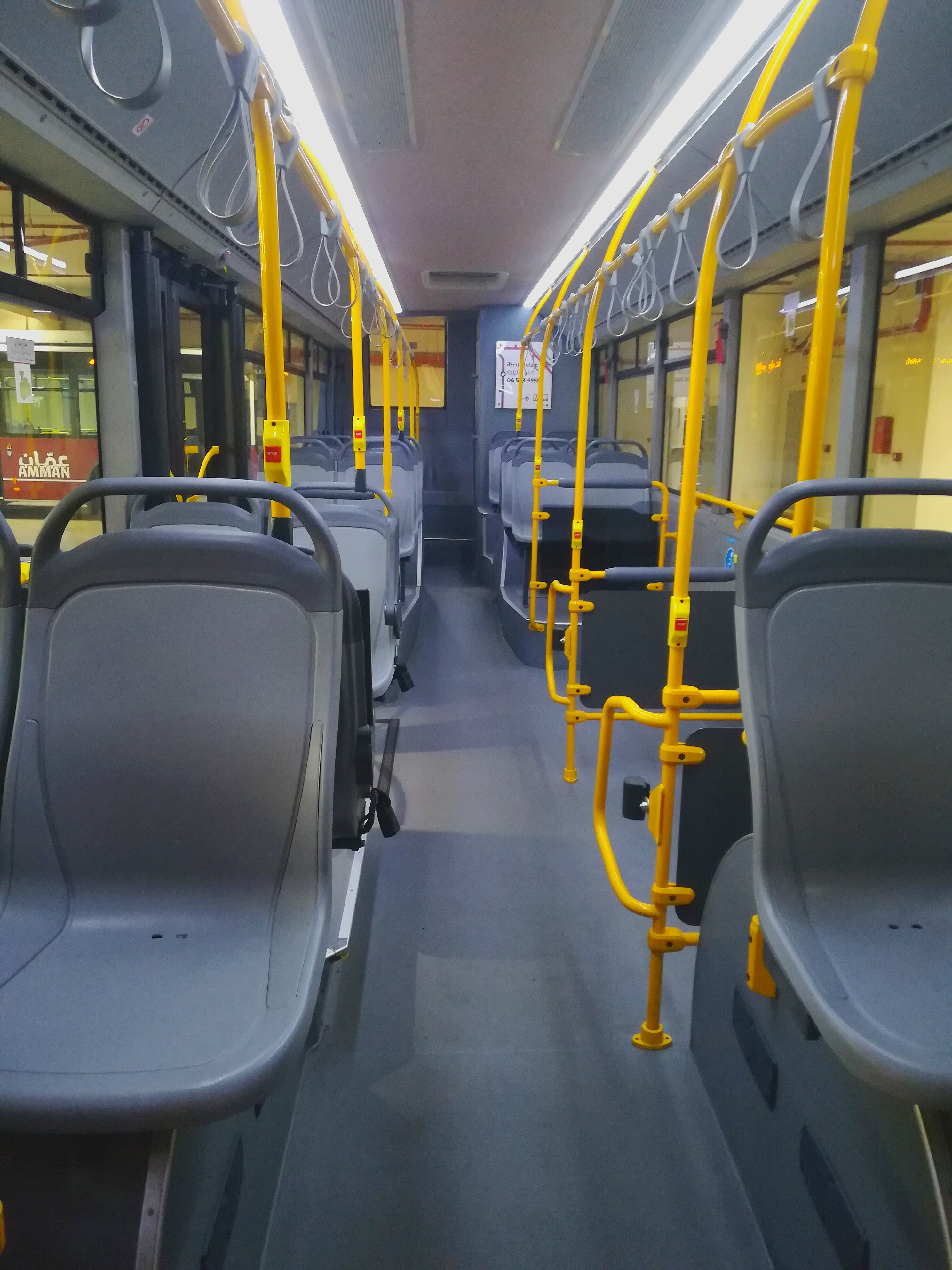
صورة داخلية للباص

## وصلات خارجية
- الموقع الرسمي للباص السريع
- الأردن: حافلات النقل السريع، الوكالة الفرنسية للتنمية (بالإنجليزية)
- خطة عمل للنقل في عمّان، قسم تخطيط النقل - أمانة عمّان الكبرى (بالإنجليزية)
- المخطط العام للنقل والتنقل لعمان (2010)، أمانة عمّان الكبرى (بالإنجليزية)
- معلومات الباص السريع حول العالم، BRT Data (بالإنجليزية)
- موقع الشركة المتكاملة للنقل المتعدد - Autobus
- موقع وزارة النقل الأردنية